# Parasemia paramushira
Parasemia paramushira är en fjärilsart som beskrevs av Felix Bryk 1942. Parasemia paramushira ingår i släktet Parasemia och familjen björnspinnare. Inga underarter finns listade i Catalogue of Life.